# Summer ’68
«Summer ’68» (с англ. — «Лето 68-го») — песня группы Pink Floyd в альбоме 1970 года Atom Heart Mother, написанная Ричардом Райтом. Представлена в оригинальном издании на второй стороне LP вторым по счёту треком.

## О песне
В песне «Summer ’68» Ричард Райт после композиции «Sysyphus» из предыдущего альбома Ummagumma вернулся от инструментальной экспериментальной музыки к привычному для него стилю, известному по песням «Paintbox» и «It Would Be So Nice» с синглов 1967 и 1968 годов. Ведущая вокальная партия исполняется автором, Ричардом Райтом, бэк-вокал — Дэвидом Гилмором, музыкальные фрагменты с духовыми инструментами в середине и в финале «Summer ’68» исполнены Ричардом Райтом на синтезаторе.
В тексте песни отражена тема взаимоотношений музыканта с его поклонницами.
«Summer ’68» помимо записи в альбоме Atom Heart Mother была выпущена также на второй стороне сингла «Julia Dream» в Японии в 1971 году.
Это единственная композиция из альбома Atom Heart Mother, которая никогда не исполнялась группой на концертах.

## Кавер-версии
- Кавер-версия «1978 Disco Floyd Band» в стиле диско[8].
- После смерти Ричарда Райта в 2009 году был выпущен сингл «Summer ’68 (Richard Wright)», представляющий собой кавер-версию на песню Pink Floyd, написанную британским музыкантом Бренданом Перкинсом (Brendan Perkins)[9]. Все средства от продажи этого сингла поступают в благотворительный фонд поддержки исследований раковых заболеваний в Великобритании[10].

## Оценки
«Summer ’68» заняла первое место в списке «50 песен из альбомов, не ставших хитами», опубликованном газетой The Telegraph в ноябре 2010 года. Песня названа этим изданием лучшей работой Ричарда Райта того времени, а альбом Atom Heart Mother — самым недооценённым альбомом Pink Floyd.

## Участники записи
- Ричард Райт — вокал, клавишные;
- Дэвид Гилмор — бэк-вокал, гитара;
- Роджер Уотерс — бас-гитара;
- Ник Мейсон — ударные;